# Supercopa do Uruguai de Futebol de 2019
Supercopa do Uruguai de 2019, também conhecida oficialmente como Supercopa Uruguaya, foi a segunda edição do torneio. Uma competição uruguaia de futebol, organizada pela Associação Uruguaia de Futebol (AUF) que vai reunir as equipes campeãs do Campeonato Uruguaio e do Torneio Intermédio do ano anterior. A competição foi decidida em um único jogo, disputado em 3 de fevereiro, no Estádio Centenario, em Montevidéu.
O Nacional, Campeão do Torneio Intermédio, teve sua revanche e corou-se campeão da segunda edição do torneio após vencer o Peñarol, Campeão Uruguaio, por 4–3 nos pênaltis após empatar por um 1–1 no tempo normal.

## História
A Supercopa foi disputada pela primeira vez em 2018, entre o Campeão Uruguaio Peñarol, contra o Campeão do Torneio Intermédio Nacional, vitória aurinegra por 3–1 no tempo regulamentar.

## Participantes
| Clube    | Cidade     | Classificação                                                | Participação |
| -------- | ---------- | ------------------------------------------------------------ | ------------ |
| Peñarol  | Montevidéu | Campeão da Primeira Divisão do Campeonato Uruguaio de 2018   | 2ª           |
| Nacional | Montevidéu | Campeão do Torneio Intermédio do Campeonato Uruguaio de 2018 | 2ª           |

## Partida
| 3 de fevereiro de 2019 | Peñarol                 | 1 – 1     | Nacional     | Estádio Centenario, Montevidéu |
| 20:15 (UTC−3)          | C. Rodríguez 62' (pen.) | Relatório | Angeleri 36' | Árbitro: Andrés Cunha          |

|                                                                     |       | Penalidades                                 |  |
| C. Rodríguez Viatri G. Rodríguez Canobbio G. Fernández L. Hernández | 3 – 4 | Bergessio Carballo Viña Arzura Conde Zunino |  |

## Premiação
| Supercopa do Uruguai de 2019  |
| ----------------------------- |
| Nacional Campeão (1.º título) |